# Muhsin Hendricks
Muhsin Hendricks (červen 1967 – 15. února 2025) byl jihoafrický imám, islámský učenec a LGBT aktivista. Působil v různých skupinách na obhajobu práv LGBT muslimů a zasazoval se o větší přijetí LGBT osob v rámci islámu. Je považován za prvního otevřeně homosexuálního imáma na světě poté, co v roce 1996 veřejně prohlásil, že je gay. Hendricks se v únoru 2025 v jihoafrickém Bethelsdorp stal obětí zločinu z nenávisti a zemřel v důsledku střelných zranění při pokusu o atentát.